# 上野渉
上野 渉（うえの わたる、1990年8月2日 - )は日本の陸上競技選手。専門は長距離。福岡県宗像市出身。身長171cm、体重53kg。宗像市立日の里西小学校、宗像市立日の里中学校、仙台育英学園高等学校、駒澤大学法学部政治学科卒業。現役時代はHondaに所属した。

## 来歴・人物
日の里中学校時代に陸上競技を初め、2年時に全日本中学校選手権3000m2位、全国中学駅伝優勝。3年時に全日本中学校選手権3000m優勝の実績を上げる。
仙台育英高校進学後、1年時の兵庫国体3000mで3位入賞。2年時の第58回全国高校駅伝で1区を務め優勝に貢献し、3年時の第59回全国高校駅伝ではのちにチームメイトになる千葉健太（佐久長聖高校）と競り合い1区区間賞を獲得した。同年のインターハイでは5000mで5位入賞（日本人3位）。
駒澤大学進学後、1年生で5000m13分台・10000m28分台に突入。第86回箱根駅伝予選会（20km）では1時間00分17秒の個人16位（チーム内4位）と健闘するも、本戦は故障で当日エントリー変更となった。第41回全日本大学駅伝では1区を務め区間9位。
2年時の第22回出雲駅伝では5区で区間賞・区間新記録を樹立。第42回全日本大学駅伝ではエースの集う2区で鎧坂哲哉・大迫傑・柏原竜二に次ぐ区間5位。第87回箱根駅伝では3区区間5位。
3年時は第96回日本陸上選手権5000mで7位入賞。第23回出雲駅伝では2区で区間新記録（区間2位）。第43回全日本大学駅伝では4区区間賞でチームの優勝に貢献した。第88回箱根駅伝は7区区間2位。3月の日本学生ハーフマラソンでは大幅な自己ベストを記録した。
最終学年では主将に就任。トレードマークであった眼鏡をコンタクトレンズに切り替えた。第97回日本陸上選手権5000mでは6位に入り2年連続の入賞。第24回出雲駅伝は3区区間11位と振るわずチームは5位と惨敗。第44回全日本大学駅伝では2年連続で4区を任され、区間4位で連覇・大会新記録に貢献した。第89回箱根駅伝では9区で区間賞・3人抜きの快走を見せ、チームの復路優勝に貢献した。
卒業後はHondaに入社。ニューイヤー駅伝では2014年1区区間11位、2015年7区区間9位、2018年7区区間10位と安定した成績を残した。2019年度をもって現役引退。

## 記録・戦績

### 自己ベスト
- 5000m：13分46秒79（2011年9月25日 日体大記録会）
- 10000m：28分34秒72（2019年11月30日 日体大記録会）
- ハーフマラソン：1時間02分15秒（2019年2月3日 丸亀ハーフマラソン）
- マラソン：2時間24分08秒（2016年2月14日 延岡西日本マラソン）

日本代表選出
- 2009年世界クロカン ジュニア40位
- 2013年世界クロカン 79位[3]

## 関連人物
- 大八木弘明
- 渡辺高夫
- 高林祐介
- 宇賀地強
- 深津卓也
- 星創太
- 絹川愛
- 窪田忍